# آنا ساموشونک
آنا ساموشونک (لهستانی: Anna Samusionek؛ زادهٔ ۲۴ ژوئن ۱۹۷۴) بازیگر اهل لهستان است.
از فیلم‌ها یا مجموعه‌های تلویزیونی که وی در آن‌ها نقش داشته‌است، می‌توان به پیت‌بول، دستورالعمل زندگی، سال‌های شیرین، خانه کشیش، اسمولنسک، حوزه استحفاظی ۱۳، در خیابان سپولنی، هتل ۵۲ و در خوشی و سختی اشاره نمود.